# Pristaulacus obscurus

Pristaulacus obscurus  (лат.) — вид эваноидных наездников из семейства Aulacidae. Юго-Восточная Азия.

## Распространение
Китай, провинция Юньнань: Nanhua County (2400 м), Jingdong, Waidaba (1250 м).

## Описание
Мелкие перепончатокрылые наездники, длина тела у самцов около 12,0 мм, длина переднего крыла 9,4 мм. Основная окраска тела полностью чёрная. Задний край головы прямой. Нижнебоковой край пронотума с зубцевидным выступом. Затылочный киль развит. Передние крылья без поперечной жилки 2r-m. Претарзальные коготки гребенчатые с несколькими зубцевидными выступами вдоль внутреннего края. Усики длинные 14-члениковые у обоих полов. Формула щупиков 6,4. Грудь с грубой скульптурой. Имеют необычное прикрепление брюшка высоко на проподеуме грудки.

## Систематика
От близких видов Pristaulacus obscurus отличается полностью чёрным телом (включая ноги и брюшко).
Вид был впервые описан в 2016 году китайскими энтомологами Х.Ченом (Hua-yan Chen), З.Сю (Zai-fu Xu; South China Agricultural University, Гуанчжоу, Китай) и итальянским гименоптерологом Джузеппе Ф. Турриси (Giuseppe Fabrizio Turrisi; University of Catania, San Gregorio di Catania, Италия).